# Miasto Ludbreg
Miasto Ludbreg (chorw. Grad Ludbreg) – jednostka administracyjna w Chorwacji, w żupanii varażdińskiej. W 2011 roku liczyła 8478 mieszkańców.